# Poliedro de aristas uniformes
Un poliedro de aristas uniformes es aquel poliedro que tiene la característica de que todas sus aristas reúnen un par de caras de los mismos tipos.
Entre los poliedros de aristas uniformes figuran:
- Toda la Familia de los sólidos platónicos
  - Tetraedro
  - Cubo
  - Octaedro
  - Dodecaedro
  - Icosaedro
- De la familia de los sólidos arquimedianos:
  - Cuboctaedro
  - Icosidodecaedro
- De la familia de los sólidos de Catalan:
  - Rombododecaedro
  - Triacontaedro rómbico